# 比嘉・マユミ・ニウゼ
比嘉・マユミ・ニウゼ（ひが・マユミ・ニウゼ、1986年1月14日 - ）は、ブラジル出身の女子ソフトボール選手（投手）。元戸田中央総合病院所属。ソフトボールブラジル代表。

## 経歴
サンパウロ大学卒業。
2010年に来日し、日本リーグ1部の戸田中央総合病院で3年プレーした後、通訳を1年。
その後、ペヤングで現役復帰し、2年間プレーした後に再び引退。
2017年よりデンソーブライトペガサスにて通訳。